# Laukkujärvi (Jukkasjärvi socken, Lappland)
Laukkujärvi är en sjö i Gällivare kommun och Kiruna kommun i Lappland och ingår i Kalixälvens huvudavrinningsområde. Sjön har en area på 3,9 kvadratkilometer och ligger 467 meter över havet. Laukkujärvi ligger i Torne och Kalix älvsystem Natura 2000-område. Sjön avvattnas av vattendraget Kalixälven.

## Delavrinningsområde
Laukkujärvi ingår i det delavrinningsområde (753195-165695) som SMHI kallar för Utloppet av Laukkujärvi. Medelhöjden är 520 meter över havet och ytan är 21,05 kvadratkilometer. Räknas de 48 avrinningsområdena uppströms in blir den ackumulerade arean 1 199,08 kvadratkilometer. Kalixälven som avvattnar avrinningsområdet har biflödesordning 2, vilket innebär att vattnet flödar genom totalt 2 vattendrag innan det når havet efter 357 kilometer. Avrinningsområdet består mestadels av skog (62 procent). Avrinningsområdet har 3,9 kvadratkilometer vattenytor vilket ger det en sjöprocent på 18,5 procent.